# Sd.Kfz. 254
Die Bezeichnung Sd.Kfz. 254 steht für ein Militärfahrzeug der Wehrmacht, die es als „mittlerer gepanzerter Beobachtungskraftwagen“ klassifizierte und im Zweiten Weltkrieg einsetzte.
Das Fahrzeug basiert auf einer Modellreihe von Rad-Ketten-Schleppern der Saurerwerke in Österreich, von denen das Modell Saurer RR-7 als direkter Vorläufer des Sd.Kfz. 254 gilt.

## Vorgeschichte
Etwa um 1930 wurde in Deutschland intensiv an der Entwicklung neuer Laufwerke für Militärfahrzeuge gearbeitet. Das Heereswaffenamt ließ verschiedene Richtungen verfolgen und einige Vorschläge sahen ein absenkbares Kettenlaufwerk zwischen Vorder- und Hinterachse vor. Um die Kette zu bewegen, musste diese aufwändig um Vorder- und Hinterrad gelegt werden, was zu aufwändig war. Ein letztlich verbessertes Konzept, der Typ MSZ 201, der J.A. Maffei AG wurde von der Reichswehr mit 24 Stück beschafft und als Mannschaftstransportwagen eingeführt. Eines dieser Fahrzeuge wurde zu Testzwecken an das Österreichische Bundesheer verkauft.
Maffei entwickelte weiter und baute einen Räder-Ketten-Schlepper (R.K. Schlepper), der nun ein vollwertiges Kettentriebwerk zwischen Vorder- und Hinterachse hatte, das unter gleichzeitigem Anheben der Räder abgesenkt wurde. In Kummersdorf wurde einer von drei Prototypen untersucht. Die Ergebnisse waren zufriedenstellend, allerdings hatte man parallel eine massiven Entwicklungsleistung bei den Halbketten geleistet und stellte fest, dass diese Technik weniger komplex war und mehr den Vorstellungen der Generalität entsprach.

## Entwicklung
All diese Entwicklungsarbeiten in Deutschland wurden in Österreich genau beobachtet und das Bundesheer hatte andere Anforderungen als die Wehrmacht. Die Idee von weitgreifenden Vorstößen der Verbände war für das Bundesheer nicht das entscheidende Kriterium, vielmehr ging es um besondere Mobilität von Artillerie und Truppen im bergigen Gelände was in der früheren Entwicklung des ADMK Mulus bereits beachtet wurde. Austro-Daimler und Saurer entwickelten auf Basis der deutschen Konzepte ein eigenes Fahrzeug, das man in Österreich entsprechend dem Budget des Bundesheeres fertigen konnte. 1935 wurde der Typ RR-6 vorgestellt. Ein kleineres Fahrzeug, das auch als Chassis für leicht gepanzerte Fahrzeuge geeignet war. Der 4-Zylinder Saurer Dieselmotor leistete 70 PS und man erreichte Geschwindigkeiten von 60 km/h auf der Straße und 40 km/h im Gelände.
Es folgten weitere Entwicklungsarbeiten und nach der Erprobung bis 1937 wurde vom Bundesheer die Fertigung von 160 Fahrzeugen beauftragt. Beim Anschluss Österreichs an das Deutsche Reich, übernahm die Wehrmacht die 5 Prototypen und die bereits gefertigten 15 Serienfahrzeuge. Die 15 ungepanzerten Fahrzeuge wurden Instandsetzungseinheiten zugewiesen.
Die Auslieferung der weiteren 140 Fahrzeuge wurde 1938 gestoppt und 1940 wurde entschieden, das Fahrzeug als gepanzerter Stabs- oder Beobachtungswagen fertigzustellen. Letztlich wurde das von Daimler-Benz in Berlin-Marienfelde mit einer Panzerung versehene Fahrzeug nur 129 (128) mal gefertigt. An seiner Stelle wurden dann das Sd.Kfz. 253 und 250/5 gefertigt.

## Einsatz
Nachdem die ungepanzerten Fahrzeuge bereits in den Instandsetzungseinheiten einen Platz gefunden hatten, wurden die neu gefertigten gepanzerten Fahrzeuge bei den motorisierten Artillerie-Regimentern eingesetzt. Die Ausrüstung mit Funkgeräten war abhängig vom exakten Verwendungszweck, die große Funkausstattung mit FuG 4 und FuG 8 war auch an der Rahmenantenne erkennbar. Bei anderen Fahrzeugen ohne Rahmenantenne gab es ausschließlich die 2 m Stabantenne, die umgelegt werden konnte und für die Ausrüstung mit dem FuSpr „f“ vorgesehen war.
Ab 1941 kam das Fahrzeug auf verschiedenen Kriegsschauplätzen zum Einsatz, bekannt ist der Einsatz beim Balkanfeldzug, die Verwendung beim Deutschen Afrikakorps (DAK) und auch der Einsatz im Rahmen des Unternehmens Barbarossa. Nachgewiesene Verbänden sind:
- 2. Batt., II. leichte Abt, mot. Art.Rgt. 73 (1. Panzer-Division)
- 6. Batt., II. leichte Abt, mot. Art.Rgt. 73 (1. Panzer-Division)
- 7. Batt., III. schwere Abt., mot. Art.Rgt. 73 (1. Panzer-Division)
- 3. Batt., I. leichte Abt, mot. Art.Rgt. 74 (2. Panzer-Division)
- 3. Batt., I. leichte Abt., mot. Art.Rgt. 119 (11. Panzer-Division)
- 4. Batt., II. leichte Abt., mot. Art.Rgt. 33 (15. Panzer-Division) / Afrika Korps

## Varianten
Truppenumbauten waren bei der deutschen Wehrmacht nicht unüblich, so sind mindestens zwei Fahrzeuge über Fotografien bekannt geworden, bei denen ein Panzerturm auf dem Fahrzeug montiert wurde.
- RK-7 mit T-26 Modell 31 – Turm
- RK-7 mit Pz.Kpfw. I – Turm

## WH-616663
Am Ende der Schlacht von El Alamein 1942 erbeuteten die Briten zwei beschädigte Sd.Kfz. 254 des Artillerie-Regiments 33 (mot.) / 15. Panzer-Division. Eines der Fahrzeuge wurde nach England geschickt und dort bewertet und dokumentiert, und das zweite Fahrzeug wurde den Amerikanern übergeben und auf dem Aberdeen Proving Ground begutachtet und bis in die 1970er Jahre dort ausgestellt. Deutschland konnte die Rückführung dieses einzigartigen Stücks erreichen und seit es wieder in Deutschland ist, wird es teilweise restauriert bei der WTD 91 in Meppen.

## Der „Freedom tank“
In den 1950er Jahren fand der ehemalige Mechaniker Václav Uhlík aus Líně in der Tschechoslowakei das Wrack eines RR-7 Artillerieschleppers. Er reparierte das Fahrzeug und baute es als gepanzerten Transporter um. Am 25. Juli 1953, mit sieben Passagieren im Fahrzeug, durchbrach er die drei Grenzzonen, einschließlich von Stacheldrahthindernissen, und fuhr dreißig Kilometer weit in westdeutsches Hoheitsgebiet hinein. In Westdeutschland beantragte er Asyl und emigrierte in die Vereinigten Staaten, wo sein Fahrzeug als „Freedom Tank“ (Tschechisch: tank svobody) ausgestellt wurde. Heute befindet sich das Fahrzeug im Besitz eines privaten Sammlers.

## Rezeption
Wegen der geringen Stückzahlen, wegen der wenigen erhaltenen Exemplare und der eher seltenen Kombination eines Radfahrzeuges mit einem Kettenlaufwerk blieb das Konzept dieses „Räder-Raupenfahrzeuges“ im Fokus der Wehrtechnik sowie von Museen und interessierten Personen des Modellbaus. Die historische Aufarbeitung dieses Fahrzeuges galt Anfang des 21sten-Jahrhunderts als nicht abgeschlossen. Weitergehende Erkenntnisse der Wehrtechnischen Studiensammlung Koblenz (zu dem dort vorhandenem Exemplar) sind per Stand 2020 nicht bekannt.